# Diachrysia
Diachrysia is een geslacht uit de familie Noctuidae.
De wetenschappelijke naam komt van het Grieks diakhrusos (met gouddraad geweven) en slaat op de goud/koperkleurige tekening op de voorvleugels van soorten uit dit geslacht.

## Soorten
- Diachrysia aereoides (Grote, 1864)
- Diachrysia balluca Geyer, 1832
- Diachrysia bieti (Oberthür, 1884)
- Diachrysia chrysitis (koperuil) (Linnaeus, 1758)
- Diachrysia chryson (grote koperuil) (Esper, 1789)
- Diachrysia coreae (Bryk, 1949)
- Diachrysia generosa (Staudinger, 1900)
- Diachrysia leonina (Oberthür, 1884)
- Diachrysia nadeja (Oberthür, 1880)
- Diachrysia stenochrysis (Warren, 1913)
- Diachrysia zosimi (Hübner, 1822)

### Foto's

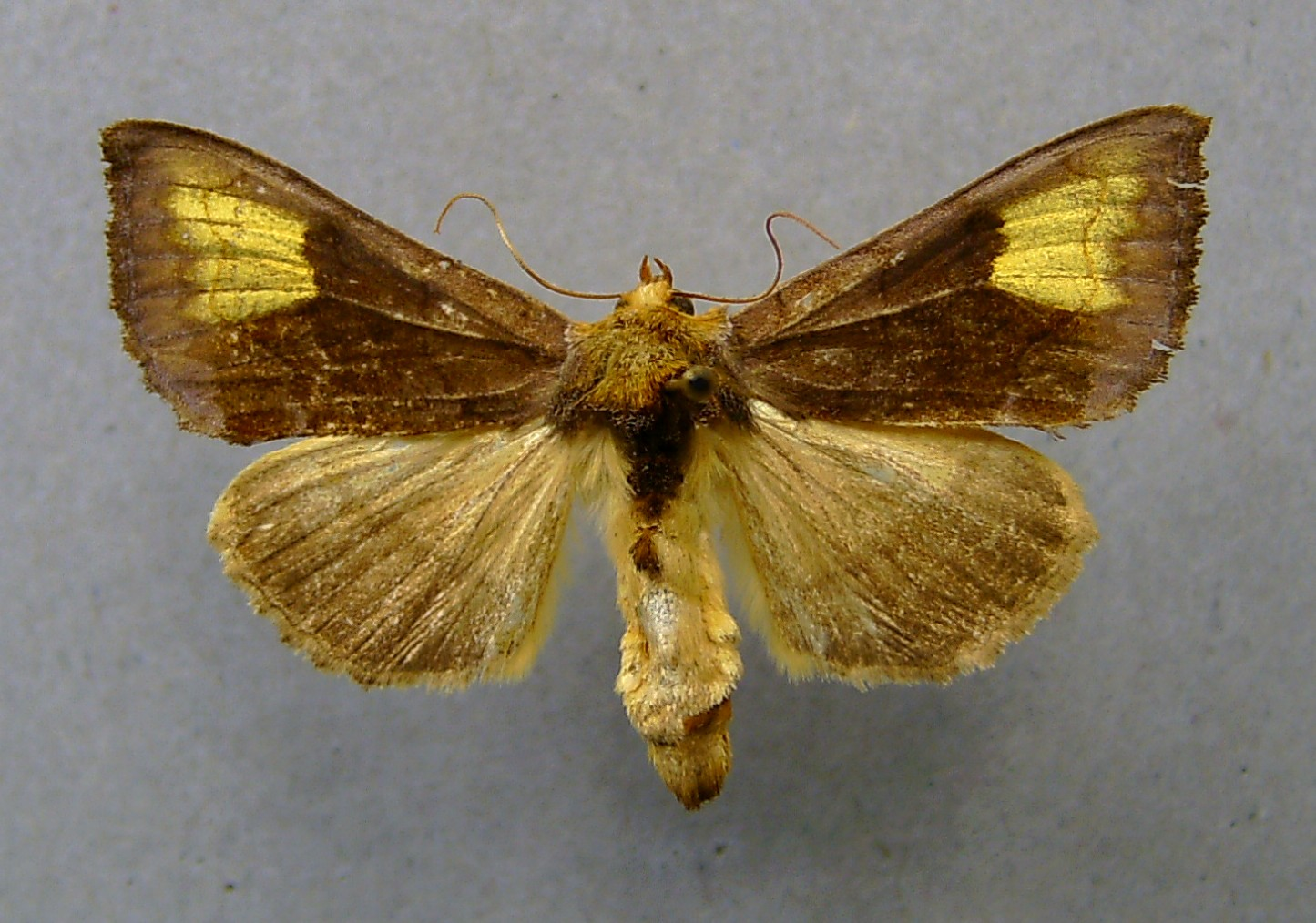
Diachrysia chryson Grote koperuil
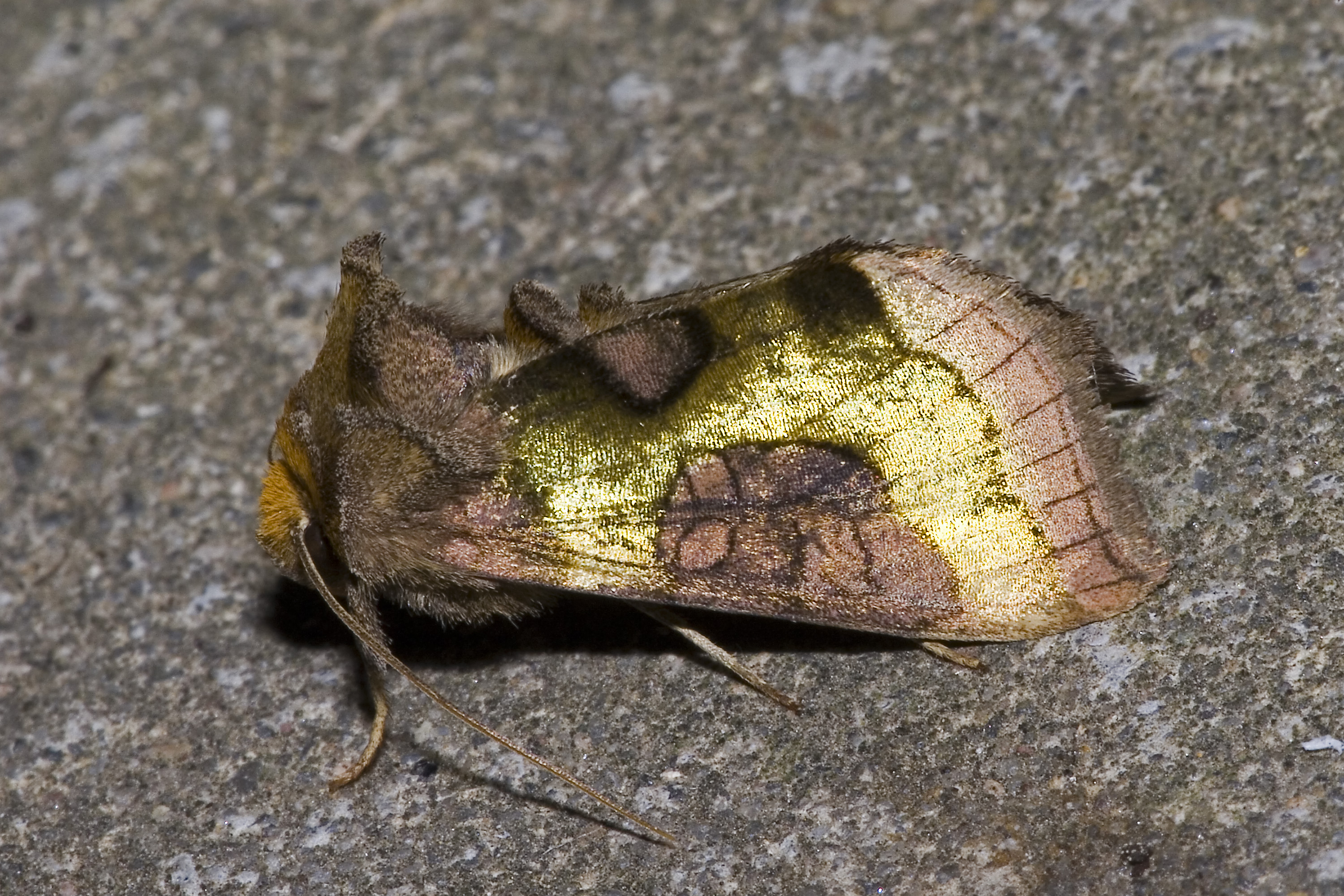
Diachrysia stenochrysis
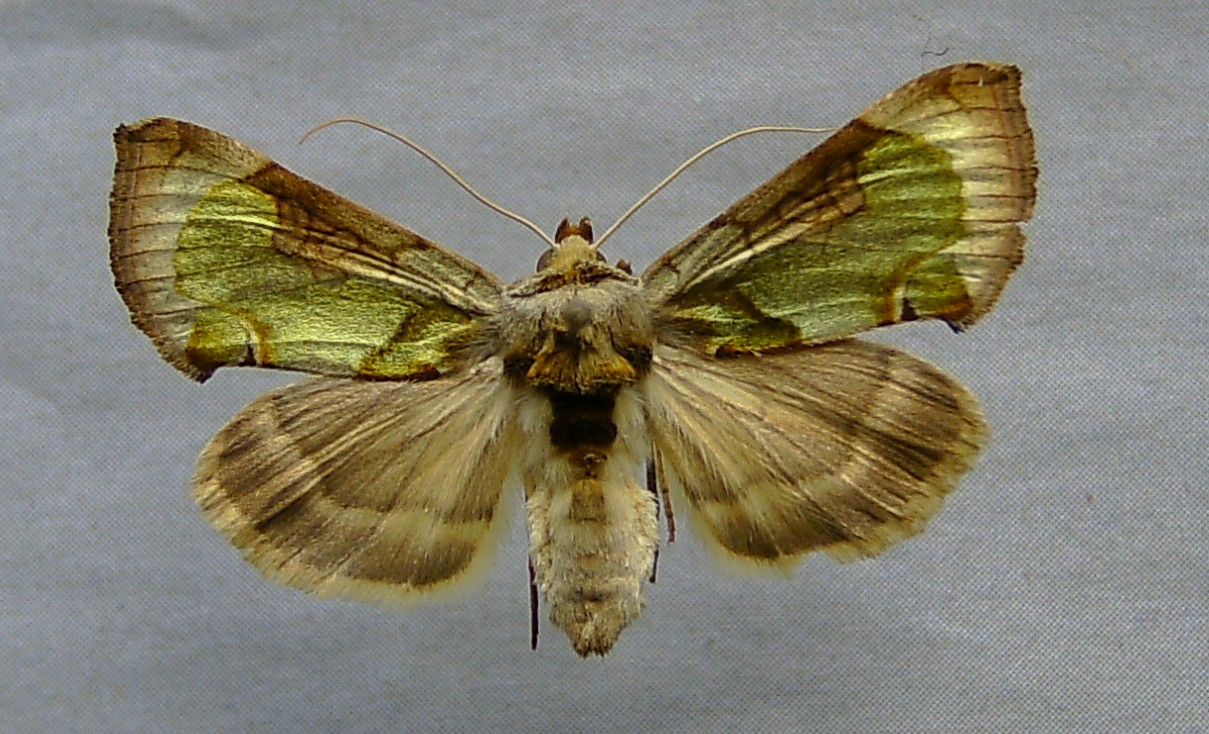
Diachrysia zosimi